# Peter Edward Stroehling
Peter Edward Stroehling, también escrito Peter Eduard Ströhling, y a veces Stroely o Straely (1768 - 1826) fue un retratista de Alemania o del Imperio ruso que pasó sus últimos años en Londres. Trabajó en óleo y en miniatura y pintó varios retratos reales. 

## Vida
Según la mayoría de los testimonios, Stroehling nació en 1768 en Düsseldorf. Sin embargo, un biógrafo afirma que era un ruso de ascendencia alemana, formado por encargo de Catalina la Grande. Trabajó en París, Mannheim, Frankfurt y Mainz, y hacia 1792 estuvo estudiando en Italia. A principios de 1796 estuvo en Viena y ese mismo año viajó a San Petersburgo para asistir a la coronación de Pablo I de Rusia, llevándose con él un séquito de sirvientes y representándose a sí mismo como un noble inglés. Posteriormente le fueron encargados muchos trabajos de retratos en San Petersburgo y se quedó allí hasta 1801.
De 1803 a 1807 estuvo en Londres, donde, como Johann Zoffany, tuvo oportunidades significativamente mejores para hacerse con un nombre y una fortuna que en la corte alemana, y estuvo allí de nuevo desde 1819 hasta 1826. Exhibió su trabajo en la Royal Academy entre 1803 y 1826.
Se sabe que, sin duda, Stroehling murió en Londres alrededor de 1826, y que no se exhibió ningún nuevo trabajo después de esa fecha.

## Trabajo
Stroehling pintó retratos y figuras históricas, tanto en óleo como en miniatura. Su trabajo es casi siempre menor que el tamaño natural.
Los encargos importantes incluyen un retrato de la Reina Luisa de Prusia, que fue adquirido por el Museo Hohenzollern en Berlín, y una del Rey Jorge III en el Castillo de Windsor con un perro , pintado en 1807 y ahora en la Colección Real. El mismo año pintó un retrato poco halagüeño de la esposa del rey, la reina Carlota, que ahora también es propiedad de Su Majestad la Reina. Su pintura de Luis I, príncipe de Liechtenstein, se encuentra en el Museo de Liechtenstein, Viena.
El retrato de Stroehling del poeta Ludwig Achim von Arnim se encuentra entre sus obras más conocida. También pintó al duque de Wellington al príncipe Augusto de Sussex, la princesa Augusta Sofía, la princesa Isabel y a la contralto italiana Giuseppina Grassini.

## Publicaciones
- PE Stroehling, originales bocetos dibujados sobre piedra (Londres; impresos por GJ Vollweiler en la oficina politutográfica Nº 9, Buckingham Place, Fitzroy Square)[16]

## Galería

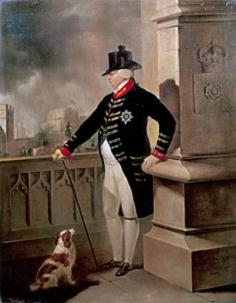
Rey Jorge III
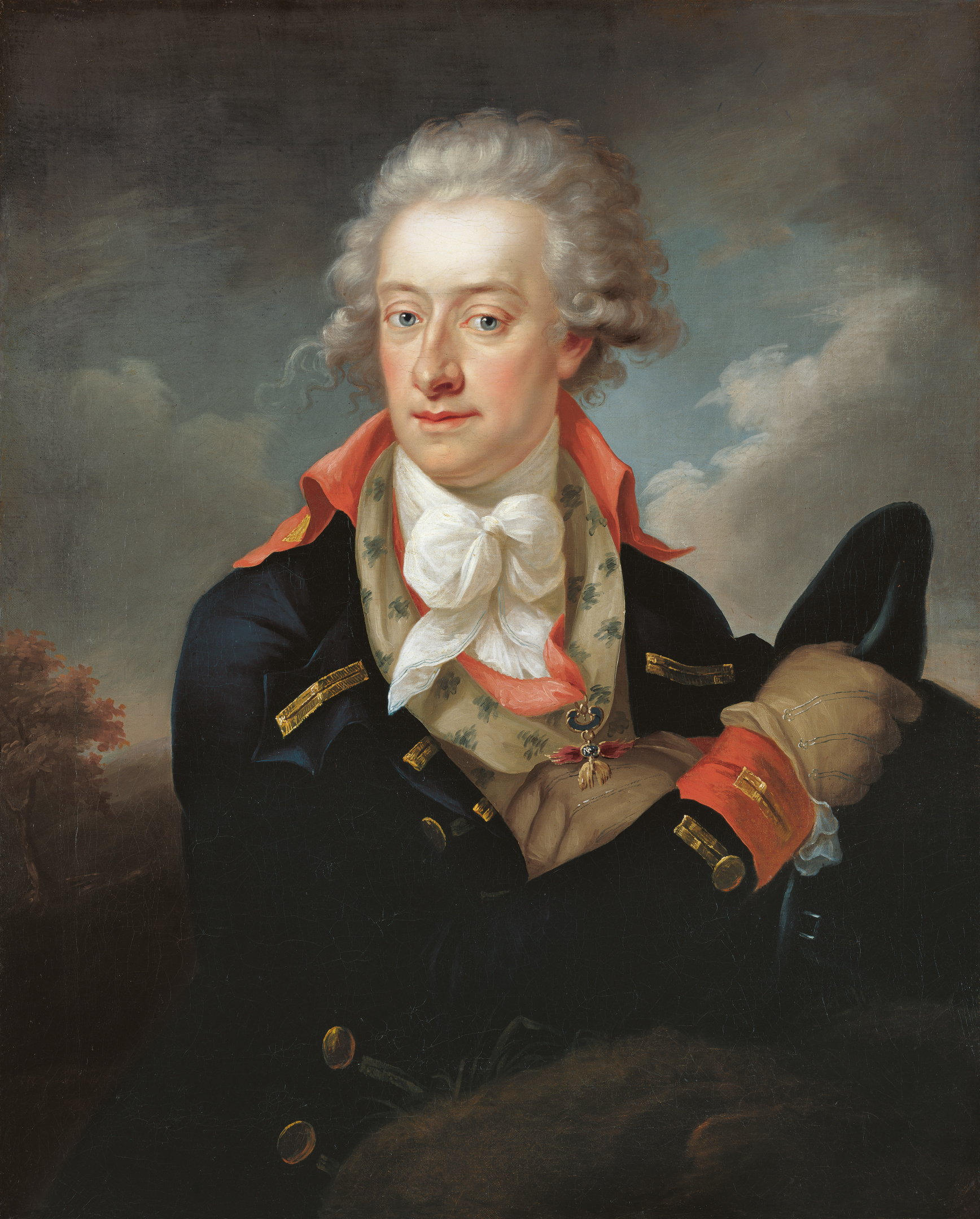
Luis I, príncipe de Liechtenstein
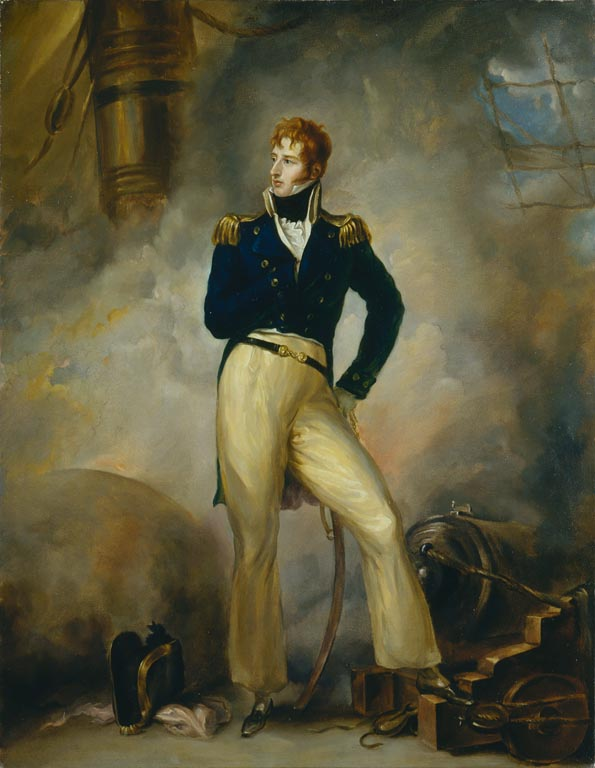
Conde de Dundonald
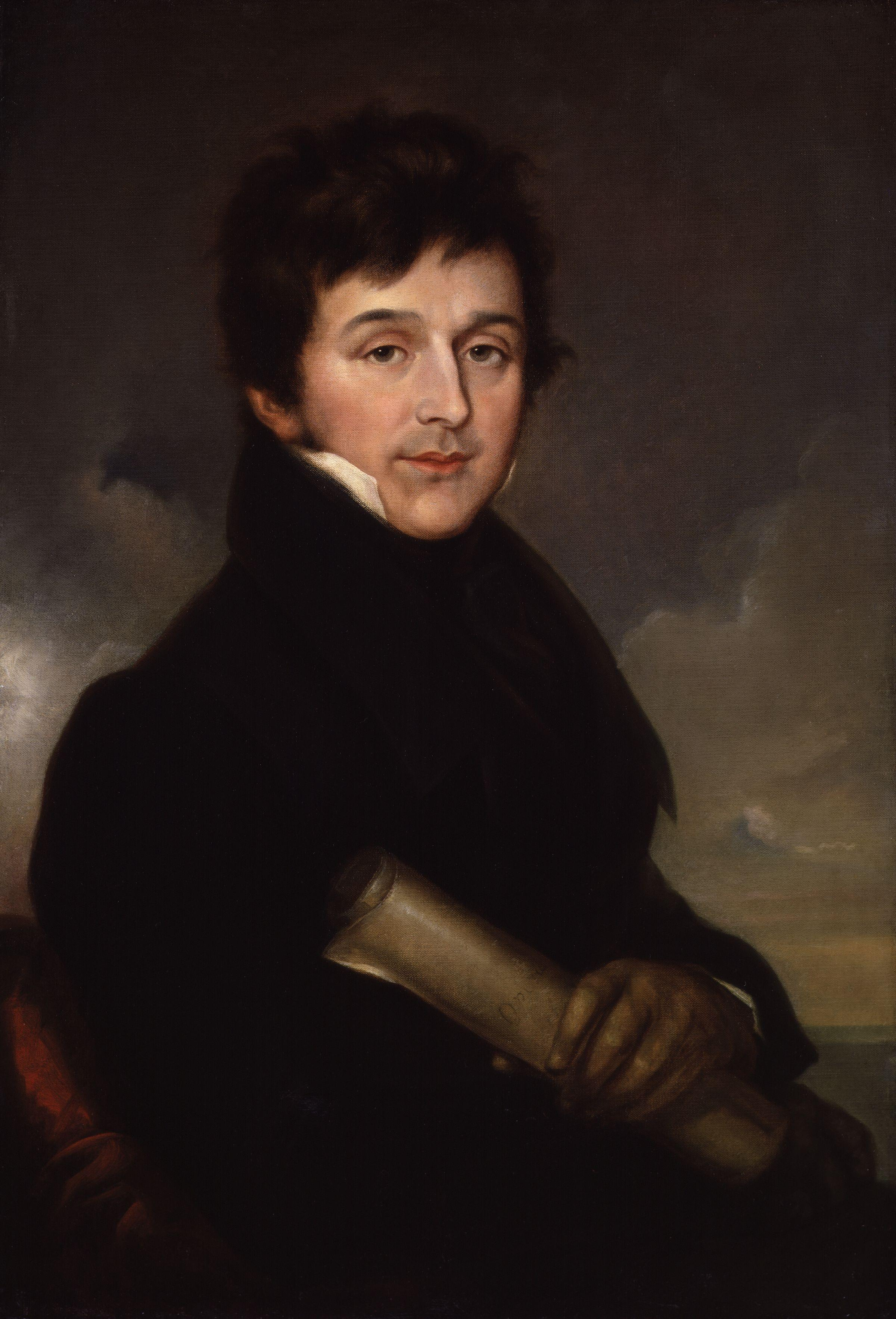
Charles Edward Horn
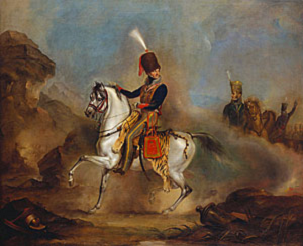
Conde de Uxbridge
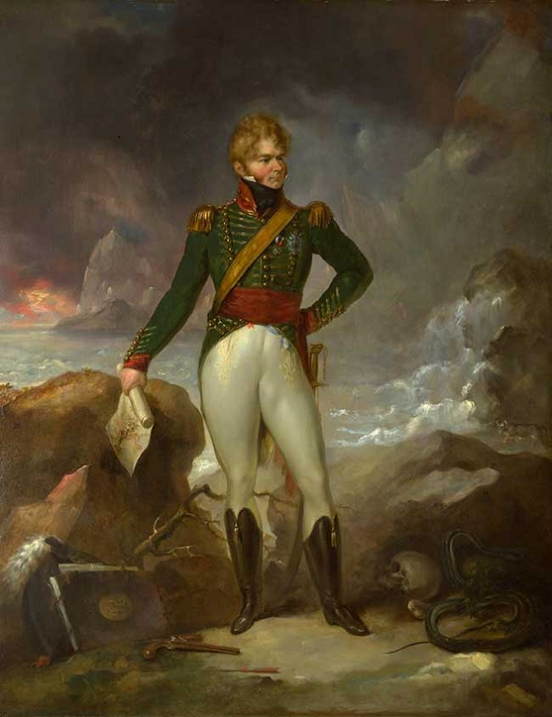
George De Lacy Evans
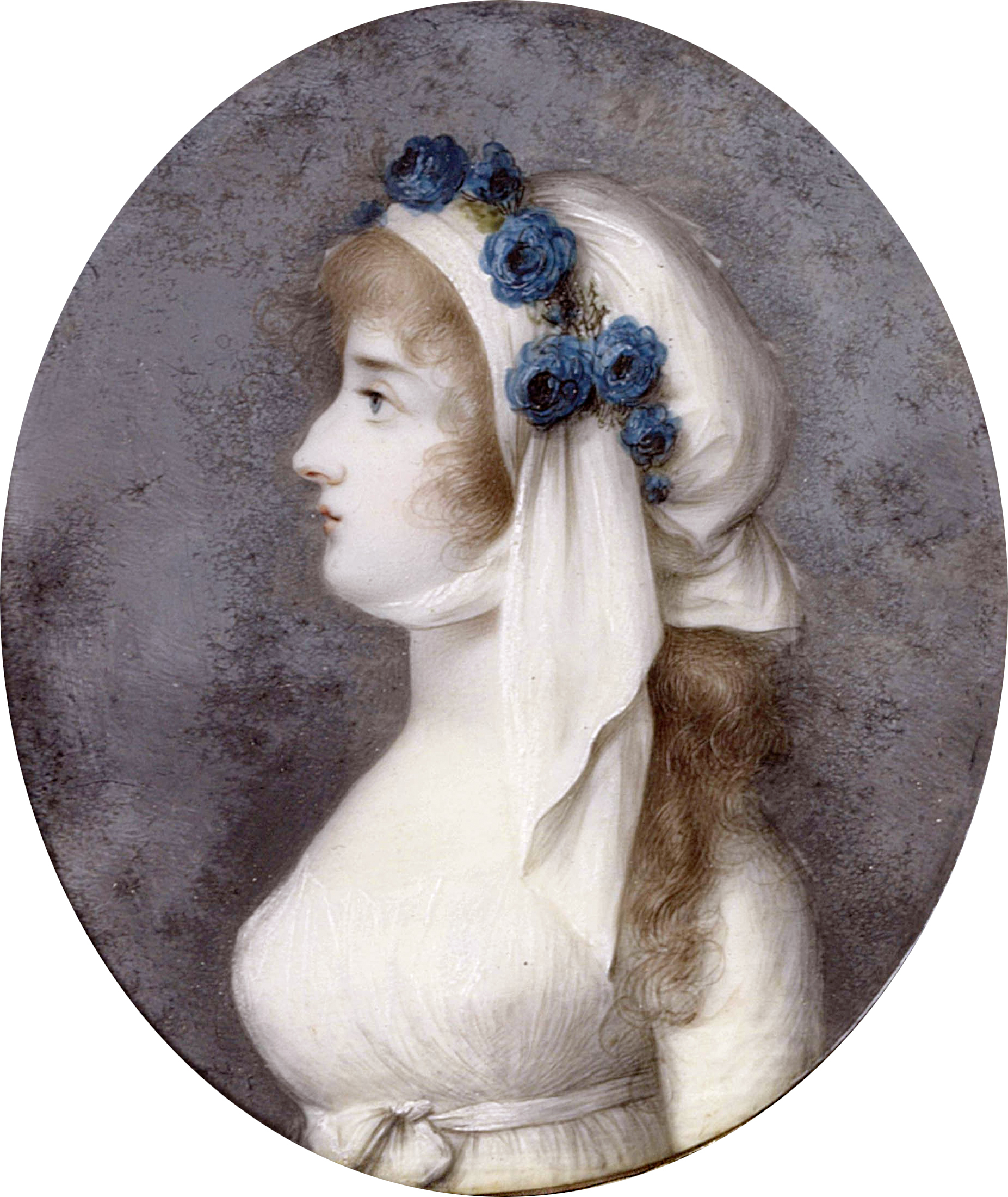
Elizabeth Shakhovskaya (1773–1796)
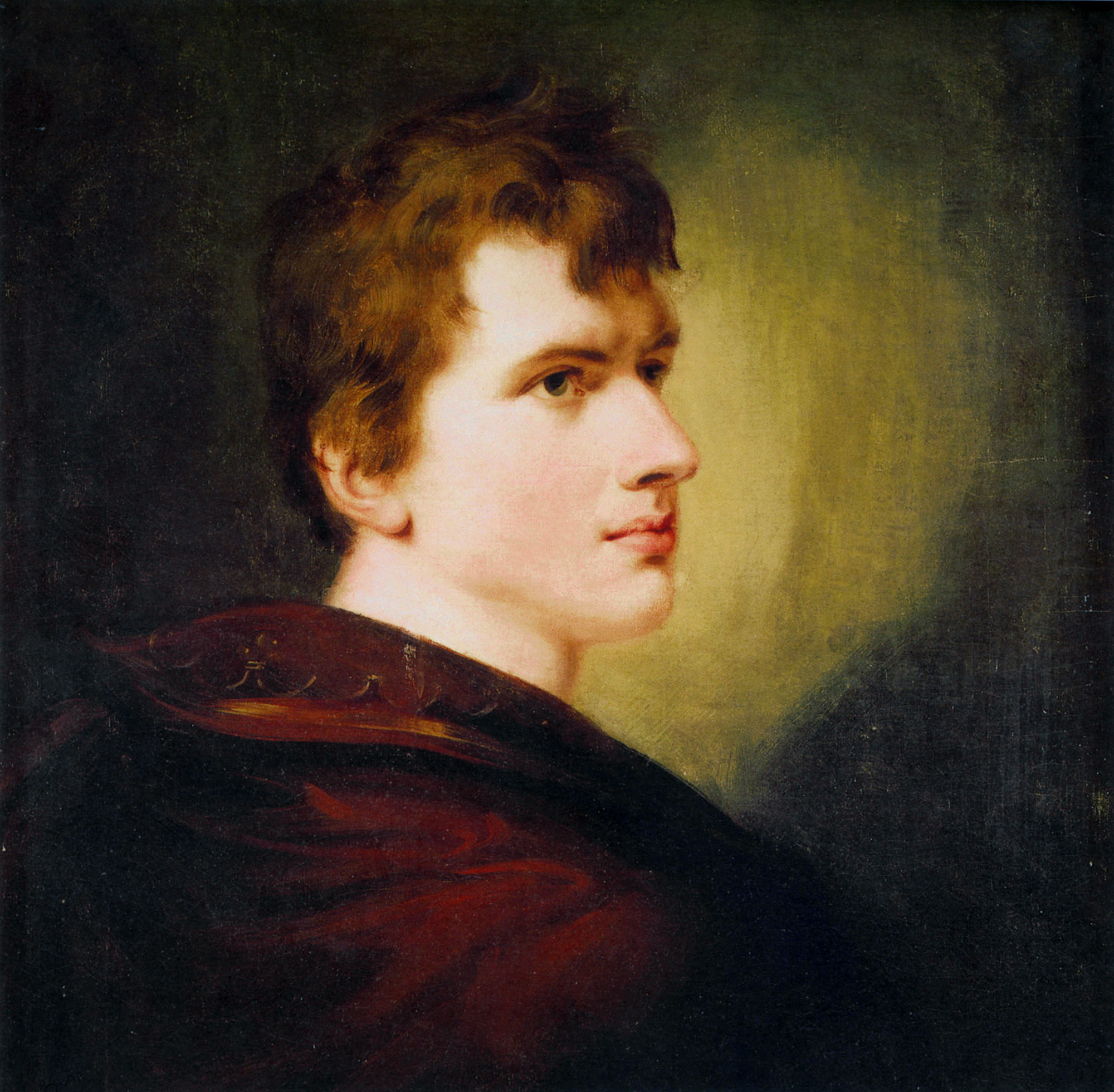
Ludwig Achim von Arnim
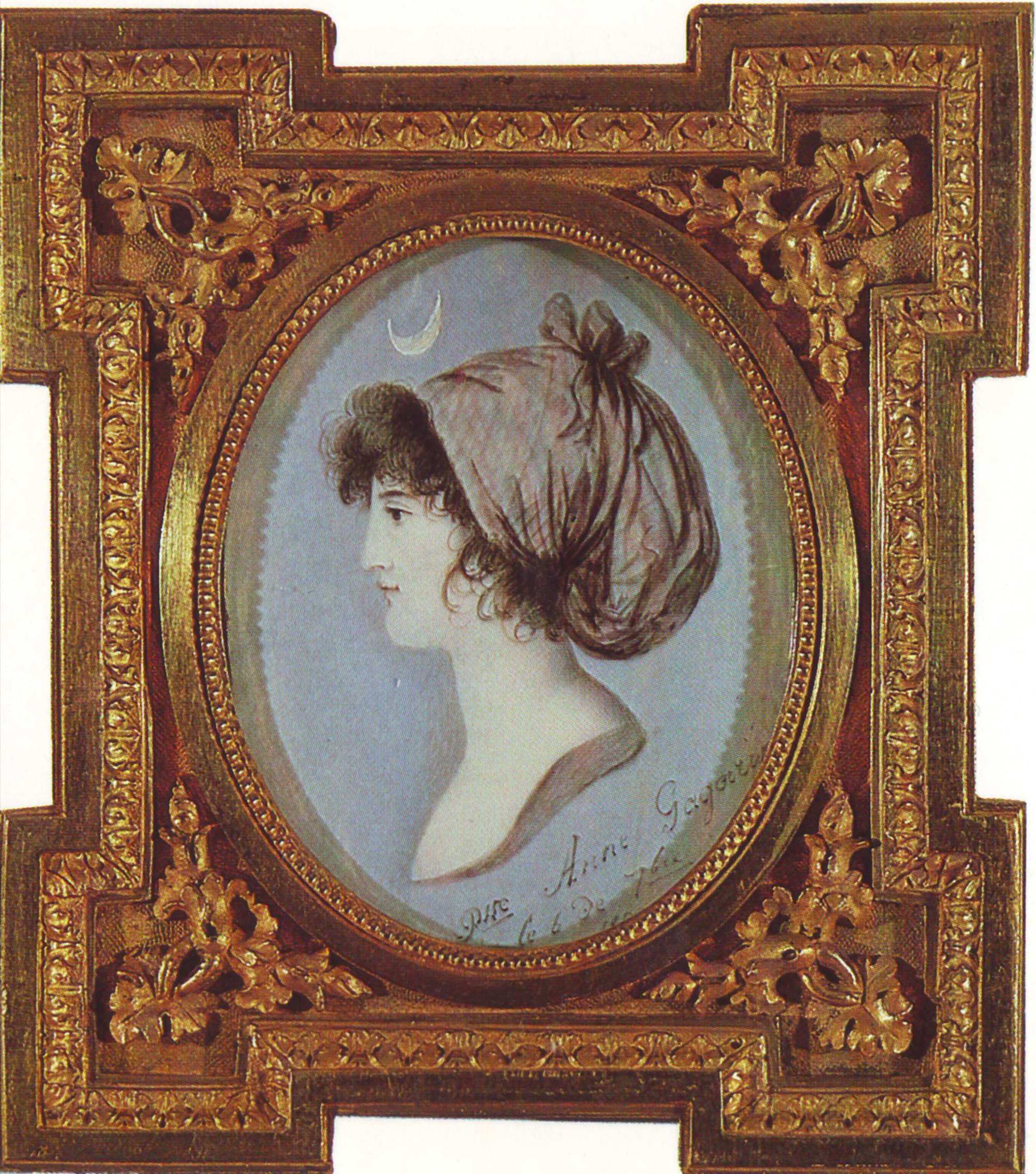
Anna Lopukhina, 1800
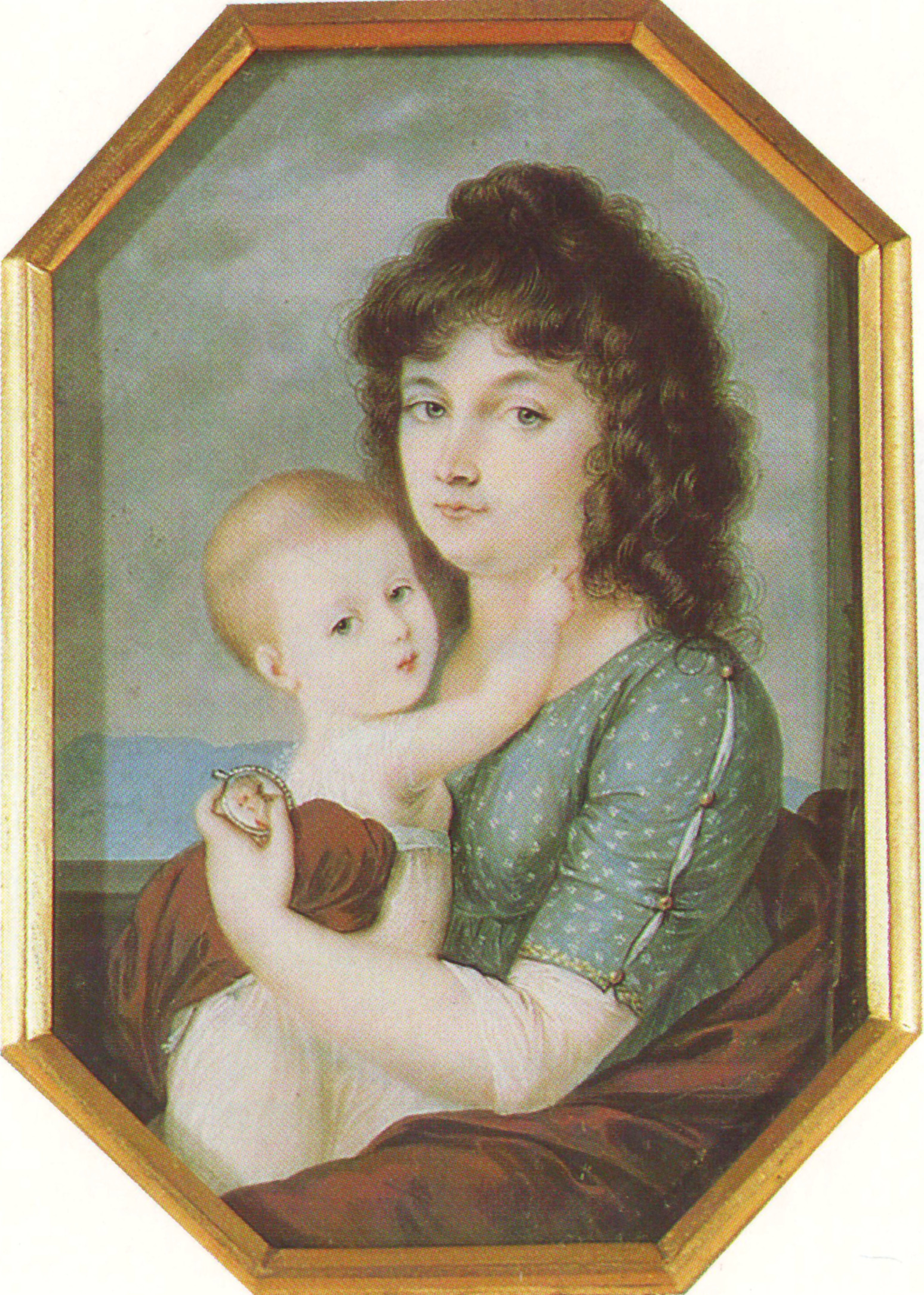
Marija Alekseevna Senjavina ca. 1798
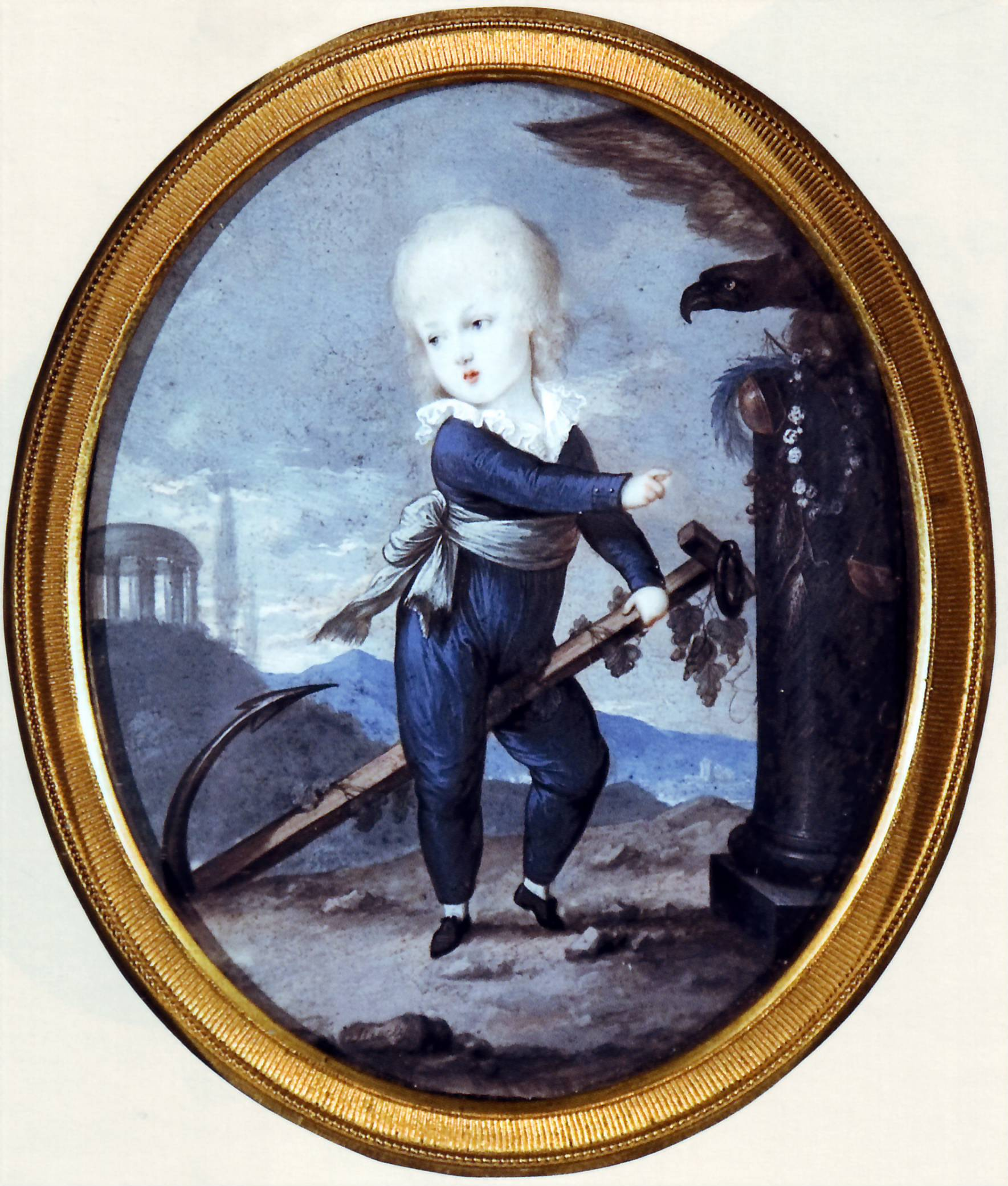
Chico desconocido